# Rafaela Silva
Rafaela Lopes Silva (Río de Janeiro, 24 de abril de 1992) es una deportista brasileña que compite en judo.
Participó en tres Juegos Olímpicos de Verano entre los años 2012 y 2024, obteniendo dos medallas, oro en Río de Janeiro 2016 y bronce en París 2024. En los Juegos Panamericanos consiguió cuatro medallas entre los años 2011 y 2023.
Ganó siete medallas en el Campeonato Mundial de Judo entre los años 2011 y 2022, y once medallas en el Campeonato Panamericano de Judo entre los años 2011 y 2025. Es públicamente lesbiana.

## Palmarés internacional
| Juegos Olímpicos        | Juegos Olímpicos        | Juegos Olímpicos  | Juegos Olímpicos |
| Año                     | Lugar                   | Medalla           | Categoría        |
| ----------------------- | ----------------------- | ----------------- | ---------------- |
| 2016                    | Río de Janeiro (Brasil) | Medalla de oro    | –57 kg           |
| 2024                    | París (Francia)         | Medalla de bronce | Equipo mixto     |
| Campeonato Mundial      |                         |                   |                  |
| Año                     | Lugar                   | Medalla           | Categoría        |
| 2011                    | París (Francia)         | Medalla de plata  | –57 kg           |
| 2013                    | Río de Janeiro (Brasil) | Medalla de oro    | –57 kg           |
| 2013                    | Río de Janeiro (Brasil) | Medalla de plata  | Equipo femenino  |
| 2017                    | Budapest (Hungría)      | Medalla de plata  | Equipo mixto     |
| 2019                    | Tokio (Japón)           | Medalla de bronce | –57 kg           |
| 2019                    | Tokio (Japón)           | Medalla de bronce | Equipo mixto     |
| 2022                    | Taskent (Uzbekistán)    | Medalla de oro    | –57 kg           |
| Juegos Panamericanos    |                         |                   |                  |
| Año                     | Lugar                   | Medalla           | Categoría        |
| 2011                    | Guadalajara (México)    | Medalla de plata  | –57 kg           |
| 2015                    | Toronto (Canadá)        | Medalla de bronce | –57 kg           |
| 2023                    | Santiago (Chile)        | Medalla de oro    | –57 kg           |
| 2023                    | Santiago (Chile)        | Medalla de plata  | Equipo           |
| Campeonato Panamericano |                         |                   |                  |
| Año                     | Lugar                   | Medalla           | Categoría        |
| 2011                    | Guadalajara (México)    | Medalla de bronce | –57 kg           |
| 2012                    | Montreal (Canadá)       | Medalla de oro    | –57 kg           |
| 2013                    | San José (Costa Rica)   | Medalla de oro    | –57 kg           |
| 2014                    | Guayaquil (Ecuador)     | Medalla de plata  | –57 kg           |
| 2015                    | Edmonton (Canadá)       | Medalla de plata  | –57 kg           |
| 2016                    | La Habana (Cuba)        | Medalla de bronce | –57 kg           |
| 2019                    | Lima (Perú)             | Medalla de plata  | –57 kg           |
| 2022                    | Lima (Perú)             | Medalla de bronce | –57 kg           |
| 2023                    | Calgary (Canadá)        | Medalla de plata  | –57 kg           |
| 2024                    | Río de Janeiro (Brasil) | Medalla de oro    | –57 kg           |
| 2025                    | Santiago (Chile)        | Medalla de bronce | –63 kg           |